# Eiphosoma flavescens
Eiphosoma flavescens là một loài tò vò trong họ Ichneumonidae.